# Otto Naegeli
Otto Naegeli  (* 9. Juli 1871 in Ermatingen, Kanton Thurgau; † 11. März 1938 in Zürich) war ein Schweizer Mediziner (Internist).

## Leben und Wirken
Otto Naegeli war der Sohn des Ermatinger Land- und Bezirksarztes Otto Nägeli und Bruder von Oskar Naegeli.
Naegeli verfasste 1890 zusammen mit dem späteren Augenarzt Eugen Wehrli einen Beitrag zur Flora des Kantons Thurgau, der im Mitteilungsblatt der «Thurgauischen Naturforschenden Gesellschaft» erschien. Es war der erste einer langen Reihe von botanischen Publikationen Naegelis, die vorwiegend die Pflanzenwelt der Nordostschweiz zum Gegenstand hatte. In Anerkennung seiner Verdienste um die botanische Erforschung des Thurgaus und in Würdigung seiner wissenschaftlichen Arbeit wurde Naegeli zum Ehrenmitglied der  «Thurgauischen Naturforschenden Gesellschaft» ernannt.
Naegeli studierte Medizin an der Universität Zürich mit dem Abschluss 1896 und habilitierte sich dort 1899. Er war niedergelassener Arzt in Zürich und ab 1912 ausserordentlicher Professor an der Universität Tübingen. 1918 wurde Naegeli Leiter der Medizinischen Poliklinik in Zürich und 1921 ordentlicher Professor und Leiter der Medizinischen Klinik. 1937 trat er zurück.
Naegeli befasste sich unter anderem mit Tuberkulose, Hämatologie (Blutkrankheiten und Blutdiagnostik, worüber er 1908 ein größeres Werk veröffentlichte), Unfallneurosen und Differentialdiagnose. Er entdeckte, dass Patienten durchaus mit Tuberkulose infiziert sein können (und diese übertragen können), ohne daran zu erkranken. Bekannt ist er für eine Klassifikation der Leukämie in  «myeloische» und «lymphatische», die sich bis heute erhalten hat (Akute lymphatische Leukämie, Akute myeloische Leukämie).
1932 wurde er zum Mitglied der Leopoldina gewählt. 1934 wurde er Ehrendoktor in Bern. Ihm zu Ehren wird der Schweizer Otto Naegeli-Preis vergeben.
Naegeli wirkte mit bei der von Günther Just und Karl Heinrich Bauer ab 1935 herausgegebenen Zeitschrift für menschliche Vererbungs- und Konstitutionslehre.
Seit 1937 ist er Ehrenmitglied der Deutschen Gesellschaft für Hämatologie und Medizinische Onkologie.

## Familie
Otto Naegeli heiratete 1902 Erna Naef, die Tochter des Zürcher Baumeisters Emil Naef(-Hatt). Otto Naegelis Enkel, Harald Naegeli, wurde Ende der 1970er-Jahre als «Sprayer von Zürich» bekannt.